# Historia powstania samolotu F-16

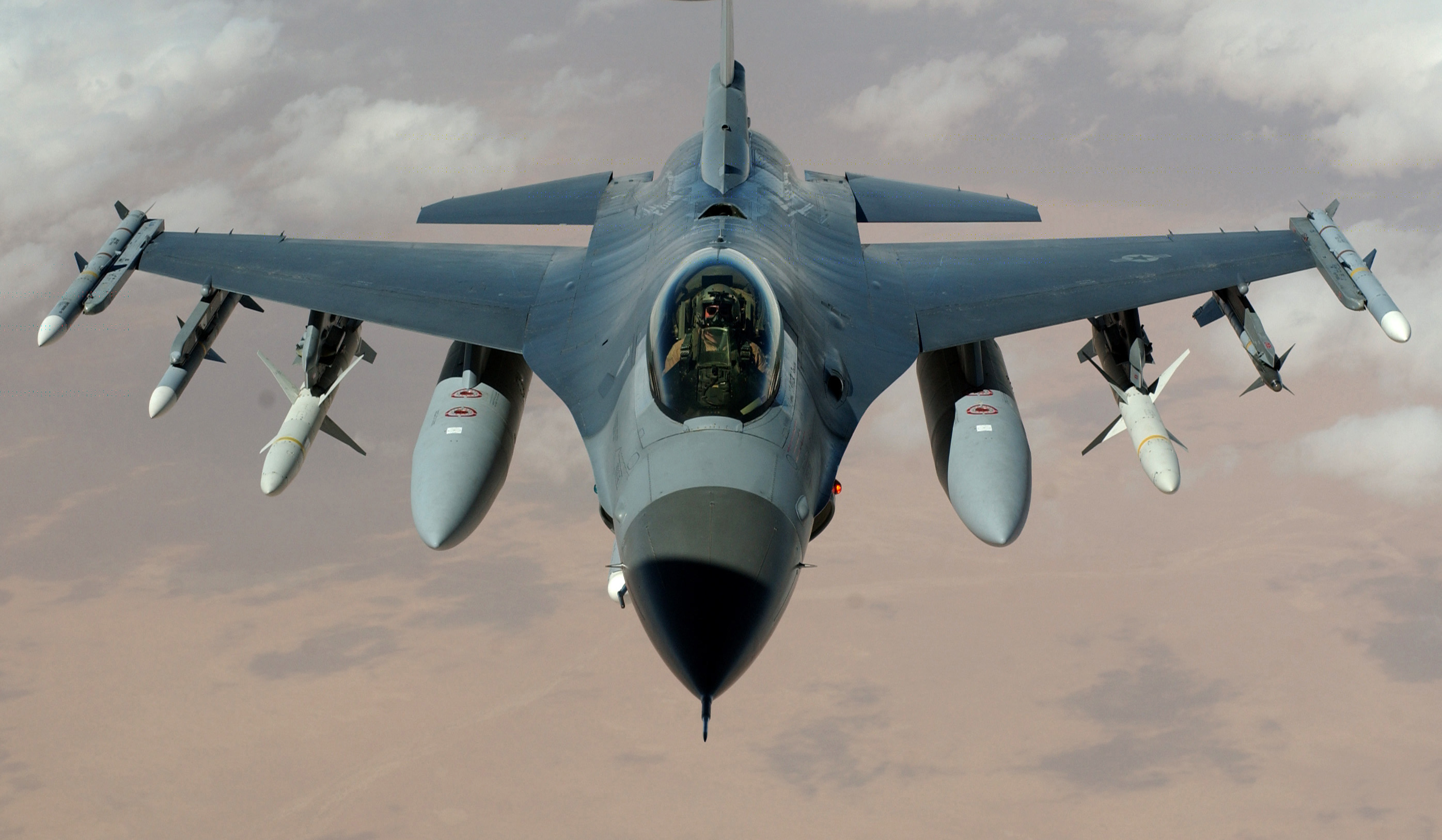
F-16 Fighting Falcon nad Irakiem, 2003

Historia powstania samolotu F-16 wiąże się z doświadczeniami zdobytymi przez lotnictwo amerykańskie w czasie konfliktu wietnamskiego, na ich podstawie powstał General Dynamics F-16 Fighting Falcon zbudowany do tej pory w liczbie ponad 4000 egzemplarzy, od 2006 używany także przez Siły Powietrzne.

## Wpływ wojny wietnamskiej na rozwój samolotu myśliwskiego
Siły powietrzne Stanów Zjednoczonych wkroczyły w konflikt wietnamski bez dobrego samolotu myśliwskiego. Atomowe pole walki, do którego szykowano się na wypadek konfliktu z Układem Warszawskim w Europie, skierowało wysiłki Stanów Zjednoczonych na opracowanie naddźwiękowych samolotów myśliwsko-bombowych, zdolnych do penetracji przestrzeni powietrznej przeciwnika i wykonania uderzenia jądrowego na wybrane cele. Przed atakami myśliwców przeciwnika miała je chronić duża prędkość i manewrowość, a także możliwość podjęcia z nimi walki w razie przechwycenia. Do roli głównego środka osłony własnych wojsk wyznaczono rakietowe zestawy przeciwlotnicze, a dopiero za ich szczelnym łańcuchem miały operować naddźwiękowe myśliwce przechwytujące zdolne do ataku rakietowego na szybko poruszające się obiekty. Wobec prognozy o zaniku klasycznych walk powietrznych coraz mniejszą wagę przywiązywano do manewrowości samolotu bojowego, zarówno myśliwsko-bombowego, jak i myśliwca przechwytującego.
Ostatnim samolotem myśliwskim przeznaczonym do działań dziennych i prowadzenia manewrowych walk powietrznych z przewagą uzbrojenia strzeleckiego nad rakietowym był North American F-100A Super Sabre. Jednak jego dalszy rozwój przebiegał w kierunku samolotu do uderzeń z użyciem broni jądrowej.
Zmiana wizji pola walki i nowej roli lotnictwa nastąpiła w połowie lat 60., wraz z przyjęciem nowej doktryny obronnej Stanów Zjednoczonych – Doktryny Elastycznego Reagowania – w myśl której zakładano prowadzenie wojny środkami konwencjonalnymi, a następnie z użyciem taktycznej broni jądrowej, początkowo na ograniczoną, a później na szerszą skalę. W nowej sytuacji przewaga konwencjonalna na lądzie miała być wyrównana przewagą lotniczą – szerokim zwalczaniem wojsk i innych ważnych obiektów w głębi ugrupowania przeciwnika przez lotnictwo. W tym celu lotnictwo potrzebowało dwóch rzeczy: możliwości osiągnięcia przewagi powietrznej w celu zapewnienia swobody własnego działania oraz możliwości wykonywania precyzyjnych ataków na cele naziemne w różnych warunkach atmosferycznych.
By zyskać możliwość wypełnienia pierwszego zadania, jeszcze przed rozpoczęciem wojny wietnamskiej podjęto studia nad wyspecjalizowanym myśliwcem przewagi powietrznej. W wyniku podjętego w tym celu programu FX powstał bardzo skuteczny samolot myśliwski do działań w każdych warunkach pogodowych – F-15 Eagle (w amerykańskiej terminologii wojskowej „all-weather fighter” oznacza także samolot będący w stanie skutecznie walczyć w nocy). Był to jednak kosztowny samolot, zwłaszcza biorąc pod uwagę fakt jego specjalizacji. Dlatego w zadaniach uderzeniowych musiał być uzupełniony maszyną szturmową, zdolną do wykonywania precyzyjnych uderzeń na cele naziemne. W pierwszej połowie lat 70. flota samolotów uderzeniowych składała się głównie z samolotów F-4 Phantom II i General Dynamics F-111. Ich możliwości w zakresie prowadzenia walk powietrznych były jednak ograniczone (w przypadku General Dynamics F-111 – wręcz żadne), a nieustanna walka z silnym lotnictwem przeciwnika wymagałaby uzupełnienia jednostek lotnictwa taktycznego znaczną liczbą kosztownych myśliwców F-15.

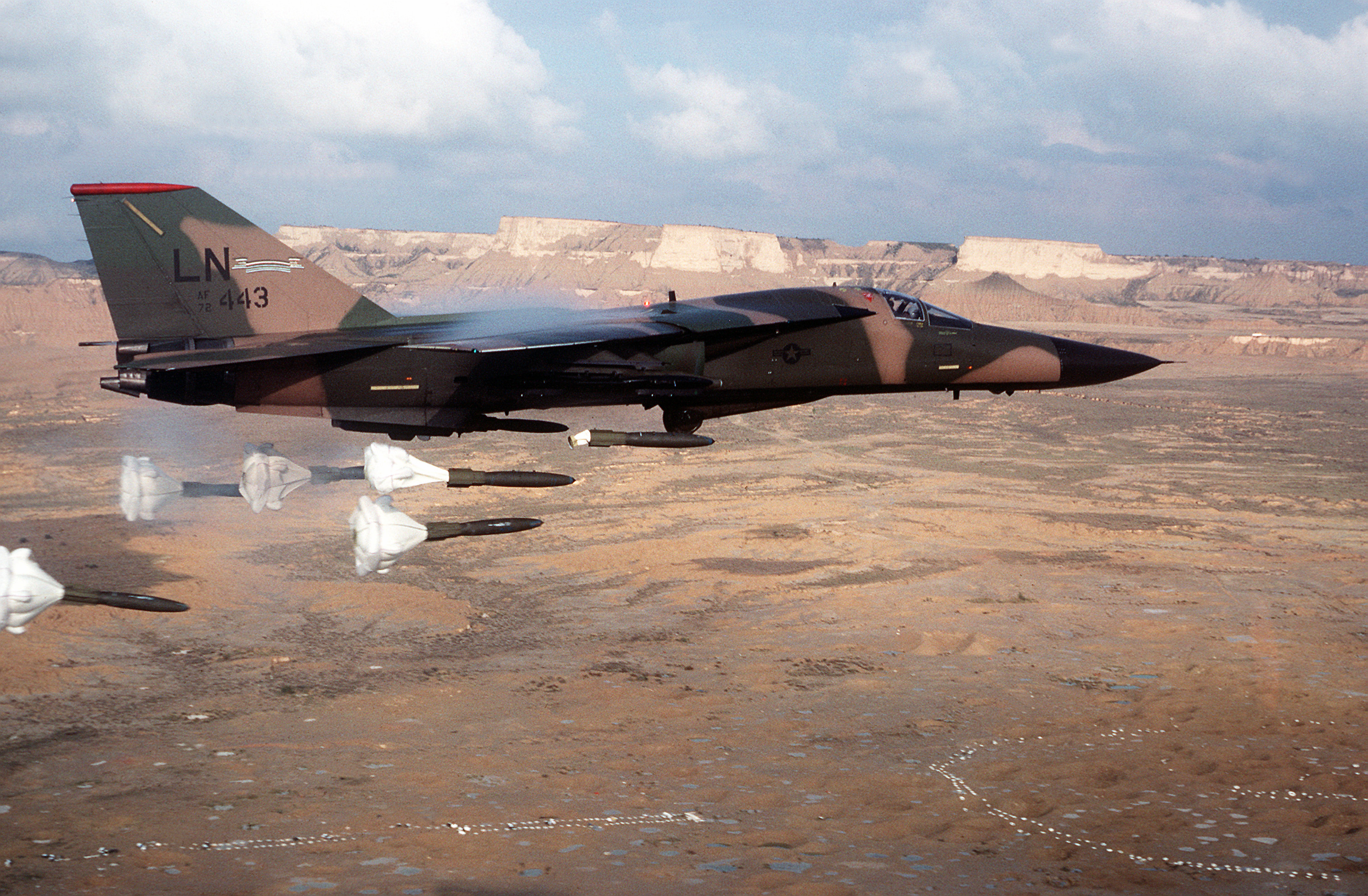
General Dynamics F-111F

Bardzo podobna sytuacja zarysowała się w marynarce wojennej – następcą F-4 Phantomów  w Marynarce Wojennej Stanów Zjednoczonych miał być wyspecjalizowany do zwalczania przeciwnika powietrznego (w tym pocisków skrzydlatych odpalanych przeciwko lotniskowcowym grupom uderzeniowym) równie drogi samolot F-14 Tomcat. W przypadku udziału w konflikcie konwencjonalnym zarysował się więc pewien niedobór liczebny obu typów maszyn w obu służbach – siłach powietrznych i marynarce wojennej. Kosztowny był bowiem nie tylko zakup znacznie droższych samolotów, ale także konieczność sformowania nowych jednostek z powodu specjalizacji sprzętu, w jakie były one wyposażone.
Pierwszy okres wojny wietnamskiej przyniósł nowe doświadczenia. Sam przebieg działań nie odpowiadał co prawda europejskim warunkom, jednak ich intensywność i ilość zaangażowanych sił pozwalały na wysnucie pewnych wniosków. Charakterystyczną cechą konfliktu był powrót do manewrowych walk powietrznych, co spowodowało pojawienie się nie w pełni właściwych wniosków co do możliwości prowadzenia walk powietrznych na średnich odległościach z użyciem kierowanych pocisków rakietowych. Główną przyczyną braku takich walk był stanowczy nakaz wzrokowej identyfikacji samolotu przeciwnika przed jego ewentualnym zwalczeniem, z obawy o zestrzelenie maszyny chińskiej lub sowieckiej. W Związku Socjalistycznych Republik Radzieckich przyjęto, że brak użycia pocisków kierowanych półaktywnie radiolokacyjnie do niszczenia celów powietrznych spoza zasięgu widzialności wzrokowej wynika wyłącznie z ich niedoskonałości technicznej. W Stanach Zjednoczonych rzeczywista przyczyna była znana, jednak użycie tego rodzaju pocisków na mniejszych odległościach, doświadczenia w zakresie możliwości wykrycia przeciwnika na małej wysokości, jego odpowiednia wczesna identyfikacja oraz własności własnych maszyn w manewrowych walkach powietrznych również dały wiele do myślenia. Okazało się bowiem, że przy zmasowanym użyciu lotnictwa jedynie część samolotów przeciwnika może być zwalczana spoza widzialności wzrokowej, po czym w wyniku zbliżania się obu grup do siebie nastąpi nawiązanie manewrowych walk powietrznych. Wówczas główną rolę odgrywać miała manewrowość samolotu na typowych prędkościach walk powietrznych (Ma od 0,6 do 1,2) z uwzględnieniem fazy pościgu (Ma do 1,6). Liczyła się przy tym nie tylko zdolność do wykonywania ciasnych zakrętów w płaszczyźnie poziomej, ale także nadmiar ciągu, który umożliwiałby wykonywanie figur nawet w pionie bez utraty prędkości bądź wysokości i wywalczenie lepszej pozycji do ataku. Natomiast w zakrętach w płaszczyźnie poziomej ważna była zdolność do utrzymania prędkości, jak bowiem twierdził as myśliwski izraelskich wojsk lotniczych Awiem Sella, „utrata prędkości w walce to śmierć. Samolot staje się wówczas łatwym łupem samonaprowadzających się pocisków rakietowych, a brak prędkości uniemożliwia wykonywanie odpowiednich uników”.

## Pierwsze studia nad lekkim myśliwcem
Pomysł wprowadzenia do uzbrojenia lekkiego, nieskomplikowanego samolotu myśliwskiego, mogącego również w ograniczonym zakresie zwalczać cele naziemne pojawił się w Stanach Zjednoczonych w pierwszej połowie lat 60., czyli jeszcze przed rozpoczęciem wojny wietnamskiej. Bezpośrednią reakcją na zmianę doktryny obronnej było podjęcie w 1965 dwóch programów o charakterze studiów nad przyszłym samolotem bojowym: myśliwcem przewagi powietrznej – program FX – oraz lekkim myśliwcem dziennym – Advanced Day Fighter (ADF). Ten ostatni stanowił zalążek przyszłego F-16.
Wstępne wymagania mówiły o opracowaniu samolotu o masie startowej mieszczącej się w granicach 25 000 funtów (11 340 kg), przy takim dobraniu stosunku ciągu do masy i obciążenia powierzchni nośnej, by jego osiągi oraz manewrowość były w przybliżeniu o 25% lepsze niż myśliwca MiG-21 – podstawowego wówczas myśliwca sowieckiego lotnictwa frontowego wchodzącego szeroko do uzbrojenia nie tylko Związek Socjalistycznych Republik Radzieckich, ale i pozostałych państw Układu Warszawskiego. Studia ADF prowadzono równolegle z FX jako alternatywę dla tego ostatniego, jednak pojawienie się myśliwca MiG-25, o którym pewne informacje zdobyto w 1967 (i nie wiązało się to jedynie z prezentacją tego samolotu w Domodiedowie), spowodowało zwrot w stronę cięższego samolotu o wysokich osiągach i możliwościach bojowych. Dlatego w 1967 sprawę studiów ADF odłożono na kilka lat. Powodem powrotu do takiej koncepcji była wojna wietnamska, nie tylko w sensie zdobytych doświadczeń, ale także wskutek olbrzymich wydatków na tę wojnę i przyznania w związku z tym większej roli relacji „koszt-efekt”.

## „Myśliwska mafia”

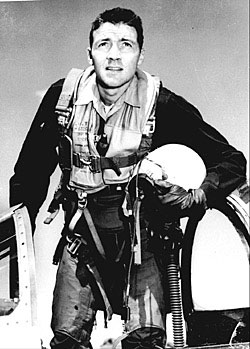
John Boyd

Decyzja Stanów Zjednoczonych o dalszym rozwijaniu ciężkiego, skomplikowanego myśliwca przewagi powietrznej nie przekonała wszystkich specjalistów. Wokół zarzuconych w 1967 studiów ADF zgromadziło się pewne lobby zwolenników klasycznego samolotu myśliwskiego, które szybko zyskało sobie przydomek Fighter Mafia. Jednym z głównych zwolenników takiego samolotu był mjr (późniejszy podpułkownik) John Boyd, pilot myśliwski i doświadczony instruktor zajmujący się praktycznym opracowaniem i wdrażaniem taktyki walk powietrznych. John Boyd, który swego czasu opracował tzw. teorię manewrowania energetycznego, czyli sposób wykonywania manewrów przez ciężki, ale dysponujący dużym nadmiarem mocy samolot myśliwski ery naddźwiękowej, był powszechnie uważany za „ojca” F-15. Boyd dostrzegł, że manewrowe walki powietrzne ery samolotów naddźwiękowych różnią się znacznie od taktyki walk powietrznych z okresu drugiej wojny światowej, czy nawet późniejszej – koreańskiej. Wynikało to nie tylko z faktu zdecydowanie gorszej zwrotności tego typu samolotów, ale też z ich nadmiaru ciągu oraz możliwości zastosowania kierowanych pocisków rakietowych z termiczną głowicą samonaprowadzającą w czasie walki manewrowej. To ostatnie sprawiło, że odległość rażenia celu manewrującego wzrosła z przedziału 100-400 m do wartości rzędu 0,5-2 km. Natomiast duża bezwładność ciężkich samolotów w połączeniu z dużym rozporządzalnym ciągiem zespołu napędowego pozwalała skutecznie zamieniać prędkość w wysokość (i odwrotnie) w stopniu zupełnie nieznanym na myśliwcach z napędem tłokowym. Umożliwiało to przeniesienie typowej dla II wojny światowej kołowej walki powietrznej w płaszczyznę pionową, a gdy nawet wykonywano manewry poziome, to w istocie ustąpiły one miejsca manewrom w płaszczyźnie pochyłej, z maksymalnym wykorzystaniem nadmiaru ciągu i bezwładności samolotu. Ponieważ manewrom tym towarzyszyła ciągła zmiana energii kinetycznej (prędkość) w potencjalną (wysokość), to nowy sposób manewrowania nazwano terminem energy maneuvering – „manewrowanie energetyczne”. F-15 został zbudowany dokładnie w tej filozofii, m.in. właśnie dzięki majorowi Boydowi. Jednak jeszcze w trakcie prac projektowych przeszedł na stronę zwolenników lekkiego samolotu myśliwskiego, uważając, że maszyna taka, pomimo mniejszej skuteczności zwalczania celów na średnich odległościach (lub nawet braku możliwości w tym zakresie), jest w stanie skutecznie prowadzić manewrowe walki powietrzne, w ostatecznym bilansie skuteczniej pokonując przeciwnika. Boyd uważał też, że duże zdolności manewrowe umożliwią uniknięcie ataku pocisków rakietowych odpalanych z większych odległości, nawet gdy przeciwnik będzie takimi możliwościami dysponował (MiG-23, MiG-25).
Drugą czołową postacią mafii myśliwskiej był Pierre Sprey, cywilny analityk pracujący w Sekretariacie Obrony, gdzie zajmował się analizami systemów uzbrojenia lotniczego. Sprey wychodził z nieco innego założenia niż Boyd – wierząc, że mniejsze możliwości samolotu da się zrównoważyć ich zwiększoną liczbą, dużą wagę przykładał do jego wielozadaniowości, czyli zdolności do równoległego zwalczania celów naziemnych uzbrojeniem konwencjonalnym i jądrowym.
Możliwości zwalczania celów naziemnych przez lekki samolot myśliwski wymagają pewnego komentarza. Otóż teoretycznie samolot taki przenosił identyczne uzbrojenie jak F-15. W latach 60. nie przewidywano wyposażenia lekkiego myśliwca w uzbrojenie precyzyjne, a F-15 też mógł przenosić zwykłe bomby. Jednak możliwości zaatakowania celu przy ograniczonej widzialności i przy niskiej podstawie chmur nie były identyczne. Duża zwrotność lekkiego samolotu pozwalała mu na szybki odwrót w stronę późno wykrytego celu i zaatakowanie go z pierwszego zajścia. Dopuszczalne były też mniejsze prędkości ataku, co pozwalało na bardziej precyzyjne celowanie. Łatwiej było również utrzymać ugrupowanie kilku samolotów w czasie ciasnych manewrów. Ponadto po wykryciu celu zbyt późno możliwy był ciasny manewr ponownego wyjścia na niego z innego kierunku przy utrzymaniu atakowanego obiektu w zasięgu widzialności wzrokowej przez znaczną część manewru. Istotny był też fakt, iż dzięki większej liczbie samolotów (niższa cena sprawiała, że można było mieć ich w uzbrojeniu więcej) możliwe było liczebne potęgowanie uderzenia na cele naziemne. Chodzi tu przede wszystkim o fakt atakowania większej liczby celów punktowych jednocześnie, czego nie rekompensuje większy udźwig pojedynczej maszyny.
„Mafia myśliwska” miała jeszcze jednego członka: Harry’ego Hillakera, głównego konstruktora w zakładach General Dynamics. Przedsiębiorstwo to, powstałe z Convaira (wcześniej Consolidated Vultee), do lat 70. budowała raczej ciężkie samoloty. To tu od drugiej wojny światowej powstawały bombowce strategiczne B-24 Liberator, B-36 Peacemaker i B-58 Hustler. Pierwsza próba zbudowania samolotu wielozadaniowego – General Dynamics F-111 – zakończyła się niepowodzeniem, właśnie z powodu jego zbyt wielkiej masy i stopnia komplikacji konstrukcji. Dwoma najbardziej znanymi myśliwcami firmy były samoloty przechwytujące przeznaczone dla NORAD – F-102 Delta Dagger i F-106 Delta Dart. Były to również ciężkie, skomplikowane samoloty, ale spełniające wymagania amerykańskiego systemu OP. General Dynamics nie miał więc żadnego konkretnego doświadczenia w budowie lekkich samolotów bojowych – doświadczenie to miało raczej charakter „jak nie należy tego robić”. Pod względem dotychczasowych osiągnięć w tej dziedzinie przodowała głównie firma Northrop, zajmująca się problemem lekkich myśliwców od lat 50., kiedy to w firmie tej powstał projekt N-102 Fang. Northropowi udało się sprzedać ponad 3800 lekkich myśliwców F-5 Freedom Fighter/Tiger, które były jednak produkowane niemal wyłącznie na eksport – Stany Zjednoczone kupiły śladową liczbę tych maszyn, ponieważ nie traktowały ich jako wartościowych samolotów bojowych. Pomimo to Harry Hillaker był gorącym zwolennikiem koncepcji lekkiego samolotu myśliwskiego, mając dobry pomysł na rozwiązanie problemu jego opracowania.
Pomimo działalności „mafii myśliwskiej” idea wprowadzenia lekkiego samolotu myśliwskiego do uzbrojenia miała wielu przeciwników w dowództwie sił zbrojnych Stanów Zjednoczonych. Przeważało tu tradycyjne dążenie do dysponowania najlepszym sprzętem, zdecydowanie przewyższającym parametrami i możliwościami bojowymi podobne samoloty przeciwnika. Czynnikiem decydującym było tu utrzymanie strat na minimalnym poziomie, co też było nie bez znaczenia – pozwalało bowiem utrzymać morale i wolę walki personelu na wysokim poziomie. Uważano również, że jakościowa przewaga pozwala na skuteczne zrekompensowanie przewagi liczebnej przeciwnika. Wdrażanie coraz lepszych samolotów umożliwia też coraz większe pogłębianie przewagi jakościowej, gwarantującej pewne zwycięstwo w przyszłości. F-15 rozwijano więc dalej i ostatecznie wprowadzono do uzbrojenia. Program lekkiego myśliwca chwilowo zarzucono.

## Nowa administracja i zmiany w systemie obronnym USA
W wyniku wyborów w grudniu 1968 roku władzę w Waszyngtonie na początku roku 1969 objął republikanin Richard Nixon. Nowym sekretarzem obrony został James Schlesinger. Jednak z punktu widzenia programu lekkiego samolotu myśliwskiego najważniejszą postacią w administracji Nixona był podsekretarz obrony David Packard. Pod jego kierunkiem zmieniono dotychczasowe procedury zakupu nowych samolotów dla Sił Zbrojnych Stanów Zjednoczonych – przede wszystkim nastąpił pewien odwrót od wstępnego obliczania całych kosztów programu i tworzenia na wstępnym etapie programu tzw. Fixed Unit Price, czyli jednostkowego kosztu zakupu samolotu, który nie może już ulec zmianie. Obliczanie kosztów podzielono na etap od projektu do oblotu prototypów, fazę Full Scale Development i wreszcie kolejne zamówienia produkowanych kolejno serii. Dzięki takiemu posunięciu, firmy uzyskały więcej swobody finansowej na usunięcie stwierdzonych w toku prób usterek, zmniejszono też wpływ inflacji na długoterminowe kontrakty.
Nowa administracja ponownie powróciła do sprawy lekkiego samolotu myśliwskiego. Główną tego przyczyną były olbrzymie nakłady ponoszone na prowadzenie wojny w Wietnamie, a jednocześnie doświadczenia z pierwszej fazy tego konfliktu. Zgodnie z nową doktryną obronną nie można było wykluczyć szerokiego zaangażowania się Stanów Zjednoczonych w konflikty lokalne o różnym natężeniu, które w dwubiegunowym świecie były jedną z form konfrontacji przeciwstawnych bloków. W tego rodzaju konfliktach amerykańskie lotnictwo walczyło często z nienowoczesnymi już myśliwcami przeciwnika, więc narażanie kosztownych maszyn o nadmiernych możliwościach bojowych na przypadkowe straty było niecelowe. Do prowadzenia lokalnych kampanii powietrznych lekki samolot myśliwski nadawał się wręcz idealnie. Natomiast w konflikcie pełnoskalowym, samoloty tego typu walczące w ugrupowaniu ciężkich maszyn o większych możliwościach skutecznie potęgowały całościowy wysiłek lotnictwa.
Ustalenia nowej administracji były właśnie tym zwrotem w poglądach, o który chodziło „mafii myśliwskiej”. Nie próbowano teraz walczyć o zastąpienie lekkim samolotem myśliwskim maszyn o wysokich możliwościach bojowych, za to udało się skutecznie wpleść go w istniejący system, jako uzupełnienie myśliwców przewagi powietrznej F-15 i ciężkich uderzeniowych F-111. Nowa koncepcja nie oznaczała też zwiększenia liczby typów w uzbrojeniu, gdyż „lekki samolot myśliwski” faktycznie zastąpiłby w przyszłości wielozadaniowe samoloty F-4C/D/E Phantom II, których nie można było wycofać dysponując tylko F-15, F-111 i A-10.

## Program Lightweight Fighter – LWF
Jeszcze w końcu 1969 Pentagon wystosował memorandum do dowództw sił powietrznych i marynarki wojennej, proponując zastąpienie kosztownych programów budowy myśliwców F-15 (dla USAF-u) i F-14 (dla US Navy) lekkim samolotem wielozadaniowym, budowanym wspólnie – jako program F-XX. Memorandum to oceniono bardzo krytycznie w obu dowództwach, udowadniając, że nawet duża liczba lekkich myśliwców nie jest w stanie wykonać zadań przewidzianych dla F-15 i  F-14. W wyniku zdecydowanego sprzeciwu obu rodzajów sił zbrojnych odstąpiono od pomysłu F-XX.

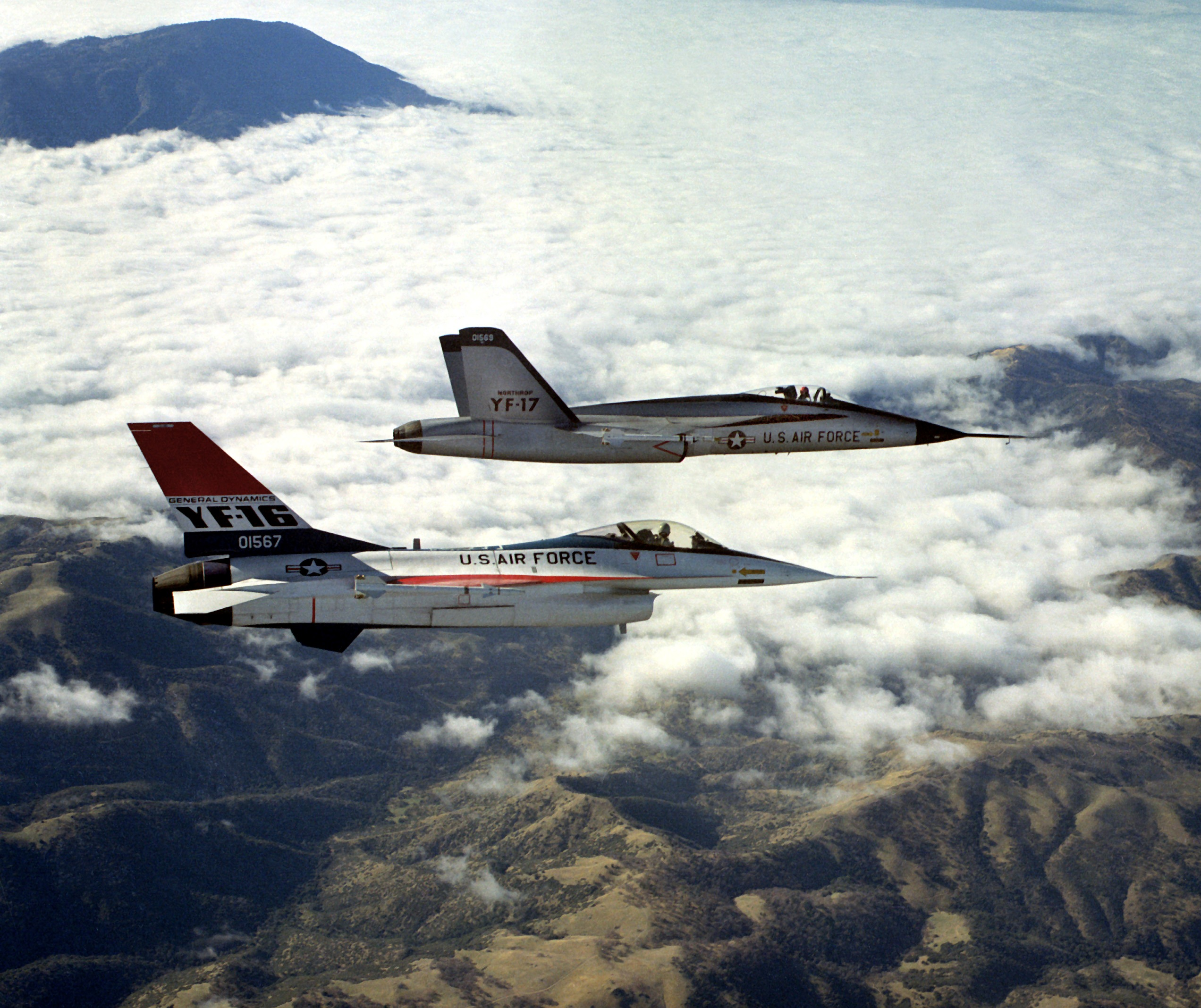
YF-16 i YF-17 w locie

Nie przerwało to jednak trwających dyskusji nad przyszłością samolotu myśliwskiego. Spory te były wyjątkowo ostre, o czym może świadczyć przypadek pułkownika Everesta Riccioni, szefa oddziału studiów i analiz Armii Stanów Zjednoczonych. W grudniu 1970 roku o jego opinię na temat lekkiego samolotu myśliwskiego poprosił zastępca szefa sztabu sił powietrznych gen. John C. Meyer. Riccioni, uważany za członka mafii myśliwskiej, wydał bardzo entuzjastyczną opinię o takiej maszynie. Następnego dnia płk Riccioni otrzymał przydział do Korei.
W pierwszej połowie lat 70. koncepcja uzupełnienia nowego samolotu przewagi powietrznej (F-15, jeszcze wówczas nieoblatanego) dojrzała do realizacji. Tym razem siły powietrzne nie wyrażały tak zdecydowanego sprzeciwu, jak w przypadku wcześniejszej propozycji F-XX (alternatywy dla F-X – F-15). Koncepcja LWF pozwalała bowiem na kontynuowanie kosztownego programu nowoczesnego samolotu myśliwskiego przewagi powietrznej, a także na utrzymanie stanów liczebnych na niezbędnym zdaniem samego dowództwa poziomie, zagrożonych redukcjami w wyniku wchłaniania znacznej ilości pieniędzy przez wojnę wietnamską.
Oficjalnie program LWF rozpoczął się 6 stycznia 1972 roku. Tego dnia wydano dokument Request for Proposal (RFP), czyli prośbę o zgłaszanie rozwiązań problemu postawionego w wymienionym dokumencie. RFP rozesłano do ośmiu przedsiębiorstw lotniczych (Boeing, General Dynamics, Grumman, Fairchild, Lockheed, LTV, McDonnell Douglas i Rockwell), przy czym założono krótki, niespełna dwumiesięczny (do 18 lutego) termin składania wstępnych propozycji.
Program LWF mówił raczej o zbudowaniu demonstratora technologii, a nie prototypu samolotu bojowego, choć wymagano takiego przygotowania samolotu, by mogło się na nim znaleźć podstawowe wyposażenie do prowadzenia działań bojowych. Postanowiono skoncentrować się na stworzeniu myśliwca do manewrowych walk powietrznych, z możliwością wykonywania uderzeń na cele naziemne uzbrojeniem niekierowanym, w dzień, przy wzrokowej widzialności celu. Początkowo dyskutowano nawet, czy samolot tego typu ma dysponować pokładową stacją radiolokacyjną, ale ostatecznie zdecydowano się na jej zastosowanie. Miała to być niewielka stacja, umożliwiająca wykrycie przeciwnika na odległość nieznacznie tylko przekraczającą zasięg wykrycia wzrokowego. Stacja miała umożliwić zajęcie pozycji dogodnej do walki powietrznej, ale na tym jej rola miała się kończyć. Nie przewidywano bowiem jej bezpośredniego wykorzystania do kierowania uzbrojeniem.
Po raz pierwszy w konstrukcji amerykańskiego samolotu myśliwskiego zrezygnowano z wymogu uzyskania dużej prędkości. Uznano, że z samolotami MiG-25 walkę będzie prowadził F-15, natomiast LWF miał działać na małych i średnich wysokościach w strefie przyfrontowej, gdzie operujące samoloty nie rozwijały dużych prędkości przekraczających Ma=1,6. Do tej wartości ograniczono też wymagania. Aby jednak samolot przeciwnika nie mógł swobodnie wyjść z nawiązanej walki, założono uzyskiwanie dobrych przyśpieszeń w zakresie Ma=0,6 do Ma=1,6, co w praktyce oznaczało zbudowanie samolotu zdolnego do rozwijania prędkości w granicach Ma=1,8 do Ma=1,9 na średnich wysokościach (szczególnie w przedziale 8000-12 000 m).
Wymagania mówiły o uzyskaniu maksymalnych własności manewrowych w przedziale prędkości Ma=0,6 do Ma=1,6, zoptymalizowanych do wysokości 10 000-13 000 m (30 000-40 000 stóp). W wymaganiach manewrowości zawarto uzyskiwanie minimalnego możliwego promienia zakrętu w locie poziomym, dobrych własności w manewrach pionowych, korzystnego stosunku ciągu zespołu napędowego do masy samolotu i dobrych własności przyśpieszania/hamowania.
Bardzo ważnym wymaganiem było zachowanie niewielkiej masy samolotu. Określono, że masa bojowa z 2/3 zapasu paliwa i z uzbrojeniem do prowadzenia walk powietrznych nie może przekroczyć 20 000 funtów (ok. 9070 kg). Była to wartość w przybliżeniu dwukrotnie mniejsza, niż w przypadku F-15.
Poza wymienionymi parametrami, przed konstruktorami postawiono też trzy inne zadania. Po pierwsze RFP zachęcał do szerokiego wykorzystania nowoczesnych technologii, gdyż uznano, że jedynie ta droga prowadzi do spełnienia wcześniejszych wymagań. W pewnej sprzeczności z powyższym stało kolejne zadanie, by ryzyko opracowania ograniczyć do minimum, co w zasadzie eliminowało zbyt rewolucyjne konstrukcje. Nowe technologie należało więc stosować szeroko, ale rozważnie, a tam gdzie to tylko było możliwe, trzeba było wykorzystać sprawdzone rozwiązania konstrukcyjne. I wreszcie ostatnie zadanie, jak się później okazało – bardzo ważne, nakaz takiego opracowania samolotu, by zachować odpowiedni potencjał modernizacyjny w przyszłości.
W lutym 1972 roku do Departamentu Obrony wpłynęło pięć propozycji od przedsiębiorstw, które zdecydowały się podjąć wyzwanie: Boeinga, General Dynamics, Lockheed, LTV i Northropa. W marcu 1972 dokonano wstępnej analizy wspomnianych projektów i do dalszej realizacji wybrano trzy. Za najlepszy uznano projekt Boeing 908-909, na drugim miejscu znalazł się projekt General Dynamics Model 401, a na trzecim – Northrop P-600. Odrzucono natomiast projekty Lockheed CL-1200 Lancer (oparty na dalekim rozwinięciu F-104 Starfightera) i Vought (LTV) V-1100.
Dalsze analizy projektów prowadziła wyznaczona przez Departament Obrony (DoD) komisja Source Selection Authority, złożona z niezależnych specjalistów z DoD i z Departamentu Sił Powietrznych. Po bardziej wnikliwej analizie odrzucono uważany początkowo za najlepszy projekt Boeinga i w efekcie 13 kwietnia 1972 dwie pozostałe firmy otrzymały kontrakty na budowę prototypów do prób porównawczych. Jednocześnie obu projektom nadano oficjalne oznaczenia Sił Zbrojnych Stanów Zjednoczonych: Model 401-16B General Dynamics otrzymał oznaczenie YF-16, a P-600 Northropa – YF-17.

## General Dynamics – Model 401-16B
Zaprojektowanie konstrukcji spełniającej wymagania zawarte w RFP nie było łatwe. Tym razem w celu uzyskania nakazanych osiągów samolotu nie można było po prostu zwiększyć ciągu zespołu napędowego czy powiększyć pojemności zbiorników paliwa. Jedyną możliwością było staranne opracowanie, o jak najlepszych własnościach aerodynamicznych (mały opór, doskonałość w szerokim zakresie prędkości i kątów natarcia) i o niewielkim zużyciu paliwa. Musiał powstać niewielki samolot, w którym trzeba było jednak zmieścić stację radiolokacyjną i nowoczesny system nawigacyjno-celowniczy, gdyż w przeciwieństwie do F-104A/C samolot miał był zdolny do działań w każdych warunkach atmosferycznych.
Harry Hillaker, pracujący jako konstruktor lotniczy od początku lat 40. (początkowo w Consolidated Aircraft Corporation, później w Convair i wreszcie w General Dynamics) stwierdził, że najtrudniejszym zadaniem było znalezienie właściwych proporcji pomiędzy sprzecznymi wymaganiami wysokiej manewrowości a żądaniem odpowiedniego zasięgu. Wysoką manewrowość w płaszczyźnie poziomej uzyskuje się m.in. przez powiększanie powierzchni nośnej, co nieuchronnie prowadzi do wzrostu wielkości i masy samolotu. Natomiast czynnikiem mającym bezpośredni związek z manewrowością pionową jest korzystny stosunek masy samolotu do ciągu zespołu napędowego. Aby go poprawić, można albo zmniejszyć masę samolotu, albo zwiększyć ciąg silnika. Łatwiejsze jest to drugie rozwiązanie, lecz prowadzi ono nieuchronnie do wzrostu zużycia paliwa. Jak to pogodzić z zasięgiem? Te dwa czynniki, ciąg silnika i ilość paliwa w samolocie stały się punktem wyjścia do opracowania koncepcji samolotu.
W rezultacie uzyskano myśliwiec o bardzo wyważonych parametrach. W opinii wielu fachowców nie udało się to konstruktorom OKB Mikojana, którzy dążąc do uzyskania jak największej manewrowości swego MiG-29, otrzymali samolot o bardzo małym zasięgu i długotrwałości lotu, co niemal dyskwalifikuje jego inne zalety.
Kolejnym problemem był wybór pomiędzy układem jedno- lub dwusilnikowym. Bardzo silna tendencja do zwiększenia bezpieczeństwa poprzez zastosowanie dwóch silników (tak zrobił Northrop w konkurencyjnym YF-17) nie wpłynęła jednak na decyzje konstruktorów General Dynamics. Po starannej analizie stwierdzono, że na 100 000 h lotu w 1955 wystąpiło ok. 50 wypadków na samolotach jedno- i 45 na dwusilnikowych. Wzrost niezawodności konstrukcji lotniczych powodował, że ówczesne prognozy na 1980 mówiły o 5,3 wypadkach na 100 000 godzin lotu samolotu jednosilnikowego i o 5,0 dwusilnikowego. Ponadto prawdopodobieństwo wyjścia z pracy jednego silnika na samolocie dwusilnikowym jest dwukrotnie większe niż na jednosilnikowym, i choć nie prowadzi to bezpośrednio do wypadku (jak na samolocie jednosilnikowym), to taka awaria zawsze zmusza do przerwania wykonywania zadania i powrotu na lotnisko. Odłączenie samolotu od grupy i samotny powrót znad terytorium nieprzyjacielskiego jest przesłanką do jego utraty w wyniku przeciwdziałania przeciwnika. I wreszcie układ jednosilnikowy daje ok. 15% zysk na masie konstrukcji. Po rozważeniu kilku układów jedno- i dwusilnikowych podjęto odważną decyzję o zastosowaniu niemodnego wówczas układu jednosilnikowego.
Do napędu samolotu wybrano silnik firmy Pratt Whitney F100, specjalnie opracowany dla myśliwca F-15. Był to bardzo nowoczesny silnik dwuprzepływowy, charakteryzujący się wysokim ciągiem, niskim jednostkowym zużyciem paliwa i korzystnym stosunkiem ciągu do masy silnika. Prace nad YF100 firma Pratt Whitney rozpoczęła w sierpniu 1968. Początkowo silnik oznaczano w wytwórni JTF22A-25A, zanim otrzymał oznaczenie YF100-PW. Na początku 1971 w czasie pierwszych testów silników YF100-PW-100 wystąpiły problemy z łopatkami turbiny i sprężarki, które nie wytrzymywały znacznych obciążeń i ulegały zniszczeniu. Problemy te zostały jednak w końcu rozwiązane i w połowie maja 1971 pierwsze 30 silników F100-PW-100 przeszło pomyślne wstępne próby, ale czekał je jeszcze ciężki test 150 h pracy na hamowni. Mowa o 150 godzinach nieprzerwanej pracy (bez wyłączania silnika), w tym 30 godzin w symulowanych warunkach odpowiadających prędkości Ma=2,3 i kolejnych 38 godzin dla symulowanej prędkości Ma=1,6. Po wielu wzmocnieniach i zmianach próbę taką podjęto w sierpniu 1973, w przeszło rok po oblocie pierwszego F-15 (latał on z licznymi ograniczeniami eksploatacyjnymi silników, które w dodatku często wymieniano). Jednak po przepracowaniu 132 h, w momencie gdy silnik pracował na pełnym dopalaniu, w ciśnieniu odpowiadającym wysokości 12 200 m i napływie powietrza dla prędkości Ma=2,3, nastąpiła poważna awaria. Cały przedział dopalacza oderwał się od głównej części silnika, który w wyniku tego uległ zniszczeniu. Tego się nie spodziewano, dotychczas bowiem pękały jedynie łopatki.
Kolejny poprawiony silnik poddano próbom we wrześniu, ale tym razem zawiódł system chłodzenia turbiny, powodując niebezpieczne naprężenia jej łopatek. Silnik musiał zostać zatrzymany po niecałych 14 godzinach pracy.
W związku z poważnymi kłopotami z silnikiem, przy braku zastępczej jednostki napędowej Departament Obrony powołał komisję śledczą, która miała zbadać przyczyny niepowodzeń oraz znaleźć winnych niedopatrzeń. Wszak program F-15 kosztował zbyt wiele, by go zakończyć z powodu braku silnika, nie mówiąc już o braku tak potrzebnego myśliwca przewagi powietrznej. Ciekawe, że komisja odkryła rzeczywistą przyczynę problemów – stal, którą stosowano do wytwarzania siłowych elementów silnika ulegała trudno wykrywalnej korozji termicznej. Wszystkie zbudowane z niej elementy poddawane testom wytrzymałościowym odpowiadały normom, ale po skorodowaniu pod wpływem wysokiej temperatury gwałtownie traciły wytrzymałość. Zmiana składu stali po stosunkowo krótkim okresie doświadczeń na stanowisku badawczym ostatecznie zażegnała problemy i w połowie października 1973 F100-PW-100 przeszedł pomyślnie 150-godzinne próby wytrzymałościowe. Od tego momentu nie było z tymi silnikami większych problemów. Stało się to dosłownie w ostatniej chwili, jako że projektowany od stycznia 1972 F-16 mógł również pozostać bez właściwej jednostki napędowej. W tym ostatnim przypadku problem był jeszcze poważniejszy, gdyż samolot miał napęd jednosilnikowy.
Specjalnie dla F-16 opracowano odmianę silnika F100-PW-200, dostosowaną do pracy na samolocie jednosilnikowym. Główną zmianą było dodanie urządzenia zapobiegającego pompażu w czasie odpalenia pocisków rakietowych. Urządzenie to było uruchamiane sygnałem do odpalenia dowolnego pocisku rakietowego. Wówczas automatycznie redukowano ilość paliwa podawanego do komory spalania i do dopalacza (jeśli był włączony). Jednocześnie urządzenie zmieniało kąt natarcia łopatek wieńców kierujących sprężarki na mniejszy. Powodowało to krótkotrwały spadek ciągu silnika, ale jak się okazało – skutecznie zapobiegało wpadnięciu silnika w pompaż. Drugim elementem wspomnianego urządzenia było automatyczne odcięcie dopływu paliwa w przypadku gwałtownego wzrostu temperatury gazów przed turbiną, charakterystycznego dla wystąpienia pompażu. Zapobiegało to zniszczeniu silnika w przypadku wystąpienia pompażu i umożliwiało jego ponowne uruchomienie w przypadku, gdy wystarczał na to zapas wysokości. W wersji F100-PW-200 silnik był o 25 kg cięższy od odmiany F100-PW-100 stosowanej na F-15. Silniki obu wersji nie były wzajemnie wymienne, ale występowała wymienność większości elementów, co znacznie upraszczało logistykę sił powietrznych. F100-PW-200 dawał ciąg bez dopalania 65,21 kN, a z dopalaniem – 105,93 kN (identyczny jak F100-PW-100 na F-15A/B).
W toku prac projektowych rozważano napęd w postaci dwóch silników YJ101 firmy General Electric, jednak obliczona masa bojowa samolotu z nimi wynosiła 9740 kg, podczas gdy w przypadku zastosowania pojedynczego silnika YF100 – zaledwie 7735 kg. W tej sytuacji pozostano przy napędzie jednosilnikowym.
Harry Hillaker zdawał sobie sprawę, że układ aerodynamiczny nowego myśliwca musi być oparty na nowatorskich niestandardowych rozwiązaniach, by mógł spełnić wspomniane trudne wymagania taktyczno-techniczne. Główną wagę przywiązywano do jak najmniejszego współczynnika oporu i jak najlepszej doskonałości aerodynamicznej w szerokim zakresie prędkości, na małych i dużych kątach natarcia. Łącznie w czasie prac projektowych przebadano 78 wariantów aerodynamicznych samolotu, a próby tunelowe objęły 1272 godziny na prędkościach odpowiadającym wartościom od Ma=0,2 do Ma=2,2, przy kątach natarcia do 28° i kątach ślizgu do 12°.
W czasie opracowania samolotu zbadano cztery różne układy skrzydeł: proste (trapezowe), skośne, o zmiennej geometrii i delta. Początkowo najbardziej korzystne wydawało się był skrzydło typu delta, jednak wkrótce odkryto, że powoduje ono gwałtowny wzrost oporu na dużych kątach natarcia (potwierdzają to walki stoczone na MiG-21, którego zaletą była zdolność do wykonywania stosunkowo ciasnych zakrętów, a wadą tendencja do gwałtownej utraty prędkości w nich). Skrzydło skośne miało najgorsze właściwości i zostało szybko odrzucone. Przez pewien czas rozważano natomiast zastosowanie układu ze zmienną geometrią płata, co teoretycznie najlepiej korespondowało ze sprzecznymi wymaganiami zwrotności i uzyskiwania dobrych przyśpieszeń, przy uzyskiwaniu jak najlepszego zasięgu. Jednak przyrost masy konstrukcji, w połączeniu z mniejszą wytrzymałością takiego skrzydła na duże przeciążenia stały się przyczyną odrzucenia i tego układu. Ostatecznie więc wybrano skrzydło trapezowe, o dużym skosie krawędzi natarcia i o prostej krawędzi spływu. Był to układ pośredni pomiędzy skrzydłem trójkątnym a skośnym, umożliwiający zbalansowanie wad i zalet obu tych płatów.
Równocześnie, aby do maksimum zwiększyć efektywną powierzchnię nośną, postanowiono zastosować kadłub o spłaszczonym kształcie, który również wytwarzałby siłę nośną. Wkrótce w czasie badań tunelowych zaskakujące rezultaty dało połączenie skrzydła trapezowego (którego własności uznano za najkorzystniejsze przy wybranej jako optymalna prędkości Ma=1,2), z kadłubem typu nośnego. Na bocznych krawędziach spłaszczonego, nośnego kadłuba na dużych kątach natarcia pojawiał się wir, który dzięki uporządkowanemu w nim przepływowi powietrza dawał niewielki przyrost oporów, powodując jednocześnie duży wzrost energetyczności strugi opływającej trapezową część skrzydła. Nawet wprowadzone na duże kąty natarcia nie traciło ono zdolności do wytwarzania siły nośnej, przy stosunkowo niskim przyroście oporu. W zasadzie nie było to zjawisko nowe, już wcześniej stosowano na samolotach przykadłubowe napływy do celowego wytwarzania podobnych zawirowań (tzw. LEX – Leading Edge Extension – przedłużenie krawędzi natarcia). Jednak dzięki specjalnemu ukształtowaniu przykadłubowej części skrzydła w konstrukcji General Dynamics, z profilem o przekroju wklęsłym w pobliżu krawędzi natarcia, a następnie wypukłym, udało się zmniejszyć do minimum dodatkowe opory wytwarzane przez tę część płata w locie z małymi kątami natarcia. Podobny typ skrzydła zastosowano też w konkurencyjnej konstrukcji Northropa P-600, jednak Northrop popsuł jego opływ przez boczne chwyty powietrza. Ale nawet w konfiguracji całkowicie gładkiej płat opracowany przez General Dynamics miał lepsze własności. Na obu samolotach udało się uzyskał efekt pasmowości, to znaczy przykadłubowy wir generował (niemal na zasadzie koła zębatego) podobne wiry na skrzydle zasadniczym. Dzięki temu struga opływająca profil nośny wzdłuż całej rozpiętości, a nie tylko przy kadłubie, miała dużą energię, nie odrywając się od niego nawet na bardzo dużych kątach natarcia. Wiry te nazwano pasmami, a skrzydło wykorzystujące zjawisko wirów pasmowych to po prostu skrzydło pasmowe. To dzięki nim właśnie kąty natarcia rzędu 30° i więcej przestały być czymś niezwykłym. Najtrudniejszym zadaniem było takie dobranie obrysu płata, by wiry te nie zaplatały się i nie powodowały szkodliwej, gwałtownie zwiększającej opór turbulencji. Dzięki żmudnym badaniom w tunelu aerodynamicznym Harry Hillakerowi udało się opracować bryłę przyszłego samolotu, której opory były ok. trzykrotnie mniejsze od oporów F-4 w locie poziomym i aż piętnastokrotnie mniejsze na dużych kątach natarcia.
Kolejnym niestandardowym rozwiązaniem przyszłego F-16 był chwyt powietrza. Zdecydowano się na pojedynczy, nieregulowany chwyt podkadłubowy. W tamtych latach podkadłubowy chwyt był czymś niezwykłym, gdyż panowało powszechne przekonanie, że takie jego umieszczenie znacznie zwiększa możliwość uszkodzenia silnika przypadkowo zassanym z płyty lotniska śmieciem (z angielskiego FOD – Foreign Object Damage). Okazało się jednak, że najwięcej tego typu śmieci wrzuca do wlotu przednie kółko. Umieszczono je więc za wlotem, likwidując problem. Dolny chwyt powietrza dawał tę przewagę nad bocznymi, że na dużych kątach natarcia wpadało do niego powietrze o uporządkowanym opływie, nie zakłóconym wirami powodowanymi przez kadłub. Ponadto dzięki przebadaniu jego przeszło 50 konfiguracji udało się go zoptymalizował dla pod- i naddźwiękowego zakresu prędkości, aż do liczby Ma=2,1 bez konieczności stosowania jakiejkolwiek regulacji.

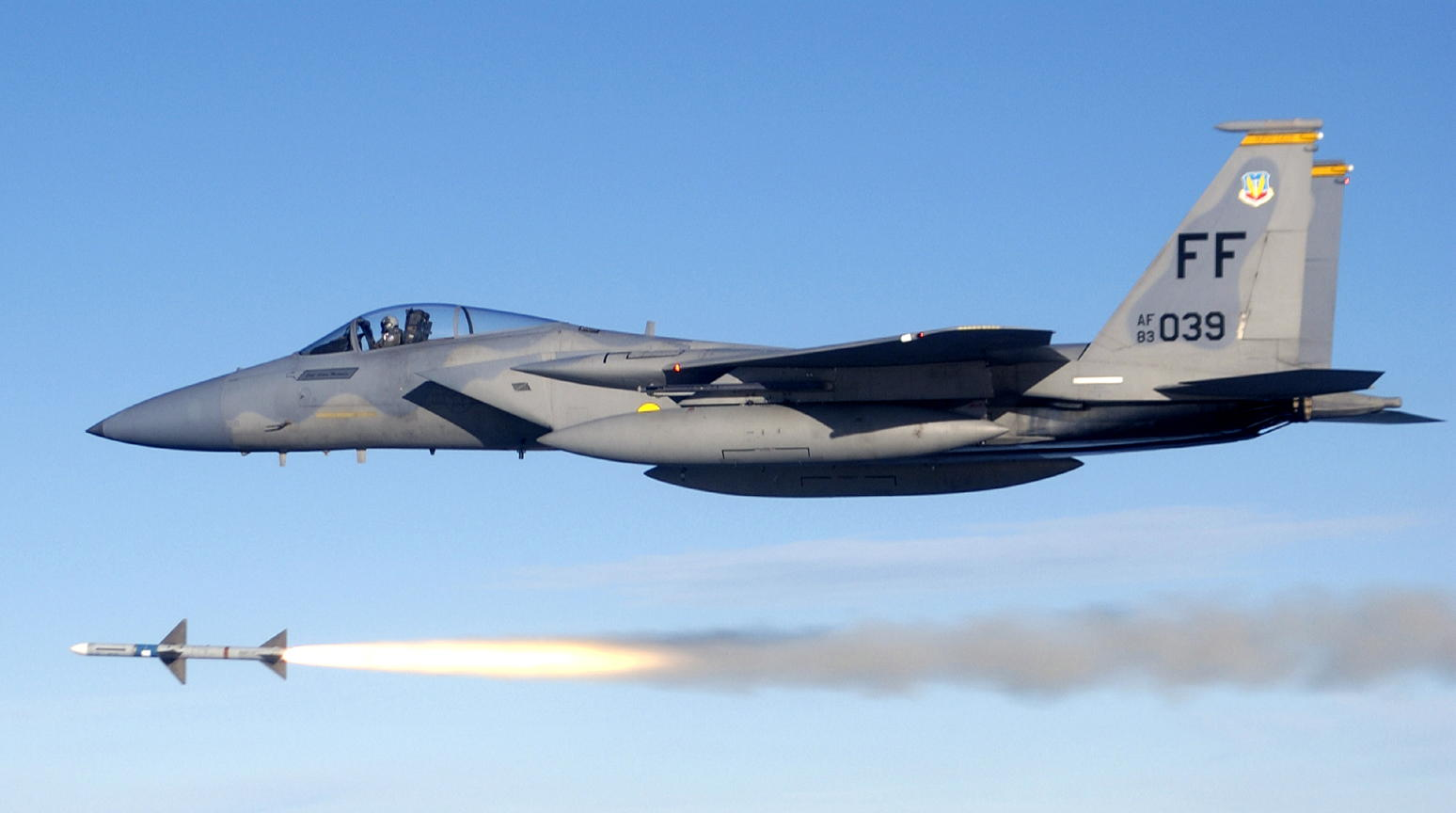
F-15 Eagle

F-16 został zaprojektowany jako uzupełnienie ciężkiego myśliwca przewagi powietrznej F-15 Eagle, ze szczególnym naciskiem na cenę, wielozadaniowość oraz łatwość obsługi. Dlatego maksymalnie uproszczono konstrukcję i zastosowano identyczne części, jak w produkowanym przez General Dynamics i użytkowany przez Stany Zjednoczone myśliwsko-bombowy General Dynamics F-111, a samolot w pierwszej wersji (A) ograniczone możliwości przenoszenia broni. To odróżnia F-16 od swoich poprzedników – F-15 Eagle był bardzo drogi, a F-104 Starfighter nie był w stanie działać przy ograniczonych warunkach atmosferycznych. W konstrukcji F-16 po raz pierwszy zastosowano tzw. skrzydło pasmowe o większym skosie krawędzi natarcia przy kadłubie i mniejszym w zasadniczej części płata. Zapewnia ono duży współczynnik siły nośnej w dużym zakresie prędkości i kątów natarcia, w odróżnieniu od skrzydła o zmiennym skosie ma jednak prostszą i lżejszą konstrukcję.
Konstrukcja F-16 wskazywałaby na to, że jest to myśliwiec – jest niewielki, zwrotny, ma świetną widoczność z kabiny pilota (cecha bardzo ważna podczas walki powietrznej), jest uzbrojony w działko M61 Vulcan. Jednak F-16 Fighting Falcon świetnie radzi sobie z atakami na cele naziemne za pomocą kierowanych i niekierowanych pocisków rakietowych oraz bomb.
W czasie rozstrzygania kontraktu wygrała propozycja koncernu General Dynamics – XF-16, jednak projekt odrzucony – Northrop XF-17 – był dalej rozwijany i zrobił karierę w Marynarce Wojennej Stanów Zjednoczonych, już jako F/A-18 Hornet.
Pierwsze F-16 były produkowane w dwóch wersjach – A (samolot bojowy) oraz B (dwumiejscowy samolot szkolno-bojowo). Pierwszy lot F-16A miał miejsce w grudniu 1976, a pierwszy egzemplarz trafił do Sił Powietrznych Stany Zjednoczone w styczniu 1979.
W latach 80. wersje A i B zostały wyparte z jednostek liniowych przez nowsze modele C oraz D.
F-16 brał udział w wielu konfliktach zbrojnych, w tym wielu na Bliskim Wschodzie. W 1981 izraelskie F-16 brały udział w rajdzie nad terytorium Iraku, niszcząc bombami iracki reaktor atomowy Osirak zlokalizowany w pobliżu Bagdadu. Rok później, podczas ataku na Liban, izraelskie Falcony wielokrotnie prowadziły podniebne pojedynki z lotnictwem Syrii, prawie zawsze odnosząc zwycięstwa, w tym w bitwie powietrznej nad doliną Bekaa, atakując cele naziemne. W 1991, samoloty F-16 brały udział w atakach na Irak.